# 최세월

최세월 (본명:최장봉)(1942년 ~ )은 대한민국의 가수이다. 종교는 천주교이며, 세례명은 요한이다. 소위 '고속도로 가수'로 활동하였다. S.E.S. 출신 가수 겸 뮤지컬배우 바다의 아버지로 더 알려져 있다. 명창 박초월의 문하이기도 하며, 1970년대 활동한 홍세민의 대표곡 '흙에 살리라'를 작사 하기도 하였으며, 고향을 떠나는 사람들의 심정을 담은 곡으로 가사에 '내 사랑 순이'라는 구절이 나오는데 바다 어머니의 이름인 '조복순'에서 따온 것이기도 하다.

## 음반 활동
《최장봉 앨범》
- 1981년 : 왕타령[1]
- 1982년 : 골든독집[2]
- 1988년 : 영등포 연가[3]
- 1998년 : 나그네 꽃[4]
- 2000년 : 향수 캬바레 5집[5]
- 2002년 : 활량굿거리[6]
- 2008년 : 최장봉 트롯트[7]
- 2008년 : 최장봉 현장쑈![8]
- 2008년 : 최신 활량타령[9]

《최세월 앨범》
- 1993년 : 사랑은 요술장이[10]
- 2000년 : 정들었네[11]
- 2006년 : 행복 디스코 1.2[12]
- 2006년 : 향수 지루박 3.4[13]
- 2007년 : 타령 보따리 1.2[14]
- 2007년 : 트롯 명작 1.2[15]
- 2008년 : 향수 지루박 5.6[16]
- 2008년 : 관광 라이브 쇼[17]
- 2008년 : 무도송 2[18]
- 2009년 : 트롯 콘서트[19]
- 2010년 : 최세월의 덩더쿵 코리아[20]
- 2012년 : 춤추는 축제 1.2 / 종합편[21]